# Beaumont-sur-Dême
Cet article concerne l'une des trois communes homonymes de la Sarthe. Pour les deux autres communes homonymes sarthoises, voir Beaumont-Pied-de-Bœuf et Beaumont-sur-Sarthe. Pour les autres articles homonymes, voir Beaumont.
Beaumont-sur-Dême (Beaumont-la-Chartre jusqu'au 23 août 1955) est une commune française, située dans le département de la Sarthe en région Pays de la Loire, peuplée de 329 habitants.
La commune fait partie de la province historique du Maine, et se situe dans le Haut-Maine.

## Géographie
Beaumont-sur-Dême est une commune du sud de la Sarthe, située à 40 km au nord de Tours et 50 km au sud du Mans.
| Marçon                         | Marçon                            | Villedieu-le-Château (Loir-et-Cher) |
| Marçon                         | Beaumont-sur-Dême                 | Épeigné-sur-Dême (Indre-et-Loire)   |
| Marçon, Dissay-sous-Courcillon | Épeigné-sur-Dême (Indre-et-Loire) | Épeigné-sur-Dême (Indre-et-Loire)   |

### Climat
Pour des articles plus généraux, voir Climat des Pays de la Loire et Climat de la Sarthe.
En 2010, le climat de la commune est de type climat océanique dégradé des plaines du Centre et du Nord, selon une étude du CNRS s'appuyant sur une série de données couvrant la période 1971-2000. En 2020, Météo-France publie une typologie des climats de la France métropolitaine dans laquelle la commune est exposée à un climat océanique altéré et est dans la région climatique  Moyenne vallée de la Loire, caractérisée par une bonne insolation (1 850 h/an) et un été peu pluvieux. 
Pour la période 1971-2000, la température annuelle moyenne est de 10,9 °C, avec une amplitude thermique annuelle de 14,7 °C. Le cumul annuel moyen de précipitations est de 709 mm, avec 11,4 jours de précipitations en janvier et 7 jours en juillet. Pour la période 1991-2020, la température moyenne annuelle observée sur la station météorologique de Météo-France la plus proche, sur la commune de Saint-Christophe-sur-le-Nais à 11 km à vol d'oiseau, est de 12,1 °C et le cumul annuel moyen de précipitations est de 682,2 mm,. Pour l'avenir, les paramètres climatiques de la commune estimés pour 2050 selon différents scénarios d'émission de gaz à effet de serre sont consultables sur un site dédié publié par Météo-France en novembre 2022.

## Urbanisme

### Typologie
Au 1er janvier 2024, Beaumont-sur-Dême est catégorisée commune rurale à habitat très dispersé, selon la nouvelle grille communale de densité à sept niveaux définie par l'Insee en 2022.
Elle est située hors unité urbaine et hors attraction des villes,.

### Occupation des sols
L'occupation des sols de la commune, telle qu'elle ressort de la base de données européenne d’occupation biophysique des sols Corine Land Cover (CLC), est marquée par l'importance des territoires agricoles (98 % en 2018), une proportion sensiblement équivalente à celle de 1990 (97,3 %). La répartition détaillée en 2018 est la suivante : 
terres arables (58,5 %), prairies (27,6 %), zones agricoles hétérogènes (11,9 %), forêts (2 %). L'évolution de l’occupation des sols de la commune et de ses infrastructures peut être observée sur les différentes représentations cartographiques du territoire : la carte de Cassini (XVIIIe siècle), la carte d'état-major (1820-1866) et les cartes ou photos aériennes de l'IGN pour la période actuelle (1950 à aujourd'hui).

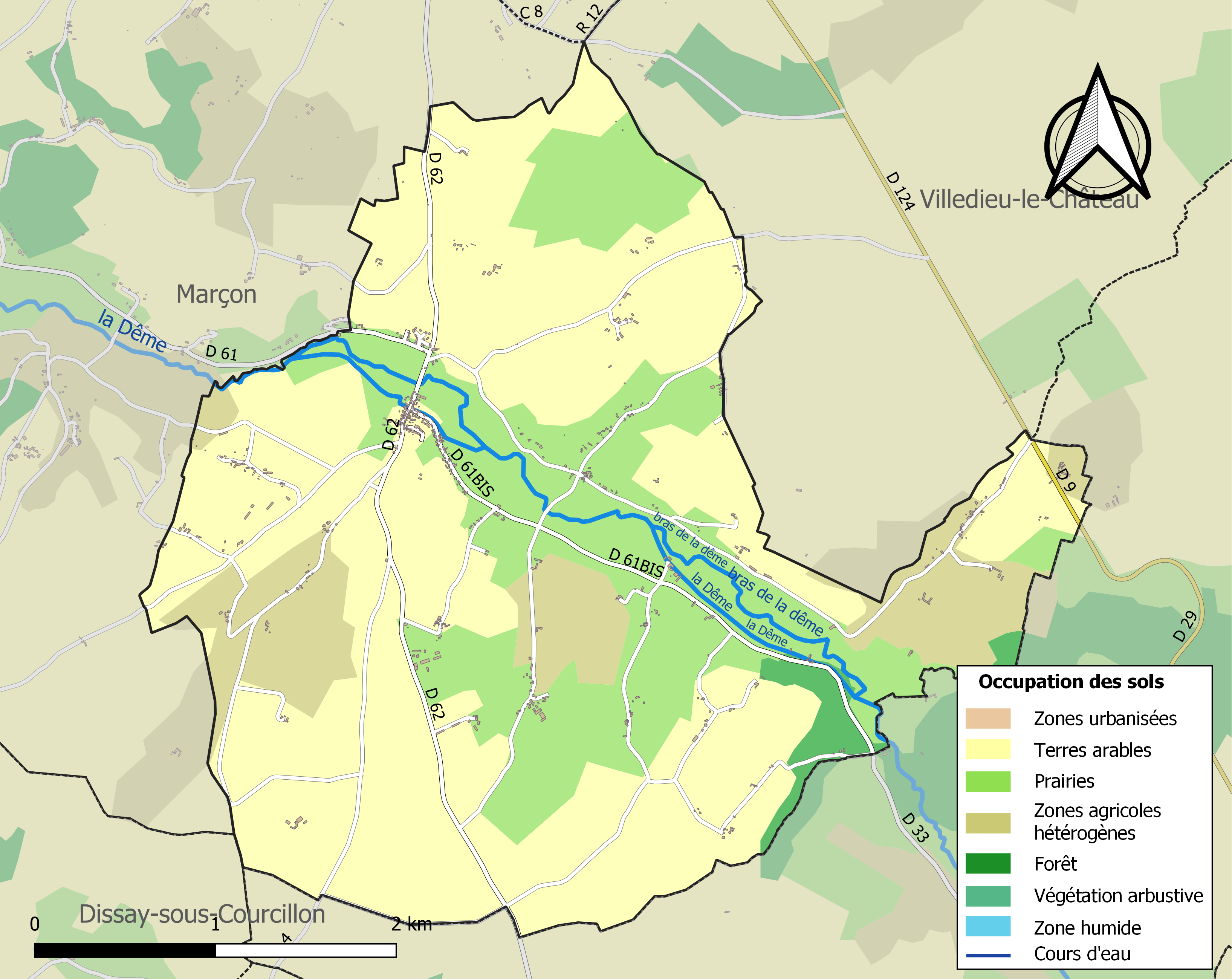
Carte des infrastructures et de l'occupation des sols de la commune en 2018 (CLC).

## Toponymie
Le nom de la localité est attesté sous les formes Bellomonte en 1002 et Beaumont-la-Chartre en 1765. Les toponymes Beaumont ne sont pas des faux-amis et signifient bien « beau mont ».
En 1955, Beaumont-la-Chartre devient Beaumont-sur-Dême.
Le gentilé est Beaumontais.

## Politique et administration
| Période                                  | Période   | Identité             | Étiquette | Qualité         |
| ---------------------------------------- | --------- | -------------------- | --------- | --------------- |
| (avant 1981)                             | ?         | Roger Gigou          |           |                 |
| (avant 2001)                             | 2006      | Jean Leclerc         |           |                 |
| 2006                                     | mars 2008 | Denys-Bernard Demory |           |                 |
| mars 2008                                | En cours  | Dominique Duchêne    | SE        | Sans profession |
| Les données manquantes sont à compléter. |           |                      |           |                 |

Le conseil municipal est composé de onze membres dont le maire et deux adjoints.

## Démographie
L'évolution du nombre d'habitants est connue à travers les recensements de la population effectués dans la commune depuis 1793. Pour les communes de moins de 10 000 habitants, une enquête de recensement portant sur toute la population est réalisée tous les cinq ans, les populations de référence des années intermédiaires étant quant à elles estimées par interpolation ou extrapolation. Pour la commune, le premier recensement exhaustif entrant dans le cadre du nouveau dispositif a été réalisé en 2006.
En 2022, la commune comptait 329 habitants, en évolution de −1,2 % par rapport à 2016 (Sarthe : −0,25 %, France hors Mayotte : +2,11 %).
Beaumont-la-Châtre a compté jusqu'à 972 habitants en 1821.
| 1793 | 1800 | 1806 | 1821 | 1831 | 1836 | 1841 | 1846 | 1851 |
| ---- | ---- | ---- | ---- | ---- | ---- | ---- | ---- | ---- |
| 806  | 833  | 873  | 972  | 884  | 886  | 829  | 777  | 718  |

| 1856 | 1861 | 1866 | 1872 | 1876 | 1881 | 1886 | 1891 | 1896 |
| ---- | ---- | ---- | ---- | ---- | ---- | ---- | ---- | ---- |
| 670  | 695  | 650  | 625  | 652  | 702  | 702  | 686  | 676  |

| 1901 | 1906 | 1911 | 1921 | 1926 | 1931 | 1936 | 1946 | 1954 |
| ---- | ---- | ---- | ---- | ---- | ---- | ---- | ---- | ---- |
| 673  | 680  | 679  | 573  | 576  | 541  | 523  | 544  | 519  |

| 1962 | 1968 | 1975 | 1982 | 1990 | 1999 | 2006 | 2011 | 2016 |
| ---- | ---- | ---- | ---- | ---- | ---- | ---- | ---- | ---- |
| 523  | 548  | 379  | 354  | 329  | 337  | 347  | 356  | 333  |

| 2021 | 2022 | - | - | - | - | - | - | - |
| ---- | ---- | - | - | - | - | - | - | - |
| 328  | 329  | - | - | - | - | - | - | - |

## Culture locale et patrimoine

### Lieux et monuments

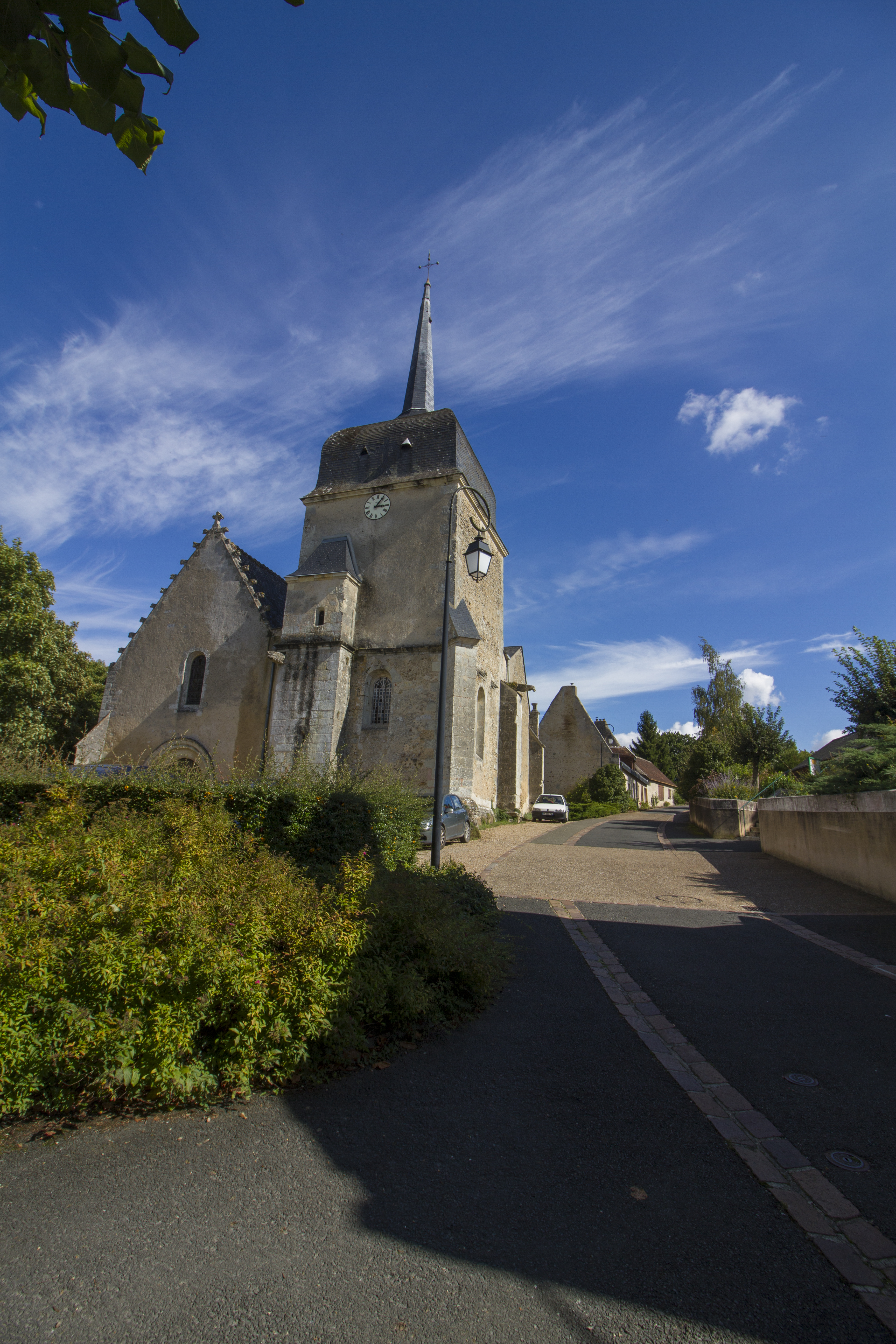
Église Saint-Pierre-et-Saint-Paul.

- L'église Saint-Pierre-et-Saint-Paul, inscrite aux Monuments historiques par arrêté le 19 septembre 1950[23].
- Château du Frêne.

#### Le prieuré de Vaubouin
Le prieuré de Vaubouin (Vaubouan) est construit par des moines au XIIe siècle. Dès le IXe siècle, des moines défricheurs rendent les terres cultivables à la demande d'Aldric, évêque du Mans. Après les invasions normandes, les terres dévastées retournent à l'état de forêts. Le défrichement reprend au XIe siècle. Les descendants des défricheurs restent sur les terres et en deviennent alors propriétaires. Le prieuré de Vauboin est bien conservé, ainsi que les éléments intérieurs, comme une cheminée sculptée et le potager. C'est là que le philosophe et écrivain Augustin Thierry, né à Blois (1795-1856), se réfugie pour écrire les Lettres sur l'histoire de France.
Les jardins du prieuré de Vaubouin s’inspirent directement de ceux du château de Villandry. Traversés par un petit ruisseau, ils font alterner topiaires et bordures de buis soigneusement taillées. Les premières sont placées sur une étendue de gazon naturel. Les secondes limitent, selon un dessin géométrique, des parterres de fleurs blanches ou de légumes au feuillage de couleurs variées, selon la saison.

### Personnalités liées
- Gustave de Beaumont (1802 à Beaumont - 1866), écrivain et homme politique.

### Jumelages
- Syke (Allemagne), grâce au collège Pierre-de-Ronsard (La Chartre-sur-le-Loir).
- Des jumelages avec une ville anglaise sont aussi organisés par l'intermédiaire de ce même collège.

### Héraldique
| Blason de Beaumont-sur-Dême | Blason  | De gueules à deux clés d'or passées en sautoir et au poignard romain d'argent, garni d'or et la pointe en bas brochant, le tout accompagné aux angles du chef de deux grappes de raisin feuillées d'or. |
| Blason de Beaumont-sur-Dême | Détails | Le statut officiel du blason reste à déterminer. |